# レズパラ
『レズパラ』（原題: Isle of Lesbos）は、1997年に製作されたアメリカ合衆国の映画。日本では劇場未公開。

## キャスト
| 役                     | 俳優                       | 日本語吹替       |
| ---------------------- | -------------------------- | ---------------- |
| エイプリル             | キルステン・Ｈ・スミス     | 松浦チエ         |
| ディックディクソン     | マイケル・ドットスン       | 西原翔吾         |
| ランス                 | アレックス・ボリング       | 塩谷貴生         |
| ブラッツ・バリンスキー | ダニカ・シェリダン         | 小清水泉         |
| ドリス                 | サブリナ・リリー           | 矢口真里         |
| ビブ                   | ディオニーシアス・バーバノ | 加護亜依         |
| エンファジーマ         | ソーニャ・ヘンズリー       | 稲葉貴子         |
| コロン博士             | ジェフ・B・ハーモン        | ジェームス小野田 |
| 父親                   | ジェフ・B・ハーモン        | 霧口洋暁         |
| 爆弾                   | カルビン・グラント         | 箱山昌考         |

その他の声の吹き替え：磯村知美／佐野潤治／中矢有紀／宮本拓也／平形圭介／青木翔子／桜井聡美／折笠奈緒美／立花拓也

## 日本語版
フジテレビ系深夜番組「つんくタウン」のプロジェクトでつんくタウンFILMSの企画で2001年に製作された日本語吹替版では、当時モーニング娘。の加護亜依、矢口真里や、元太陽とシスコムーンの稲葉貴子、米米CLUBのジェームス小野田らが声優に挑戦した。
日本語版スタッフ
- 制作総指揮：つんく♂
- 企画：タカハタ秀太
- 脚色；鈴木おさむ（つんくタウン）
- 演出：市来満
- 翻訳：日笠千晶
- 制作：ニュージャパンフィルム（つんくタウンFILMSプレゼンツ）